# Kim Rasmussen
Kim Rasmussen (født 22. september 1972) er en dansk håndboldtræner.
Hans bror er den tidligere landsholdsspiller, Lars Rasmussen.

## Karriere
I 2010 overtog Rasmussen Polens kvindelandshold, som han trænede indtil 2016 og førte den i to semifinaler ved VM i 2013 og 2015. 
I 2015 tog han ansvaret for de rumænske topdivisionsmestre, CSM Bucuresti og førte dem til at vinde EHF Champions League 2015-2016 i finalen mod Györi ETO KC, samt et rumænsk mesterskab og et rumænsk cup.

## Meritter som træner
- EHF Champions League:
  - Vinder: 2015-16
- Liga Nationala:
  - Vinder: 2016
- Cupa României:
  - Vinder: 2016